# Бернхард Арп Синдберг
Бернхард Арп Синдберг (19. фебруар 1911), такође познат као „господин Син“ или „Синбо“, „Највећи Данац“, или „Сјајни Буда“ рођен је у Орхусу у Данској. Путовања у младости довела су га у Кину, где је био један од ретких странаца који су били сведоцима масакра у Нанкингу. Синдберг је покушао да помогне кинеским избеглицама дозвољавајући им да остану у фабрици бетона у којој је радио као обезбеђење; његове фотографије, писма и искуства касније су одиграли улогу у разумевању масакра. Његови напори су спасили од 6.000 до 20.000 Кинеза од окрутне судбине, и више пута је одликован, укључујући титулу „Пријатељ Кине“.

## Рани живот
Синдбергова жеља за путовањем почела је још у детињству, када је побегао као двогодишњак, али је поново пронађен и одведен кући. Други пут је побегао на бициклу. Успео је да бициклом пређе пола земље. Трећи пут је отпутовао још даље и прво је заустављен на пароброду „Америка” у Хамбургу. Са 17 година отишао је у САД на 3 године, а затим се вратио кући. Придружио се Легији странаца, али је био разочаран људима и суровим окружењем у мароканској пустињи; после 10 месеци службе, побегао је у планине и успео да изађе из земље као слепи путник на броду.

## Време у Кини
У Кину је стигао 1934. као слепи путник на данском трговачком броду, заробљен и везан лисицама у бродском притвору након неколико гласних свађа и препуцавања са официром на броду. Синдберг је побегао на даље оптужнице, а затим је имао неколико различитих послова, укључујући и онај где је Кинезима демонстрирао данске пушке. Међутим, рад Данског стрељачког синдиката је престао, јер је Јапан већ почео да врши инвазију на Кину током Другог кинеско-јапанског рата и данска влада није смела да смета Јапанцима.
Када су јапанске трупе окупирале Шангај, Синдберг је био ангажован као шофер енглеског новинара Пембрука Стивенса, који је радио за „Дејли Телеграф”. Возили су се по Шангају наредних неколико месеци, да би Стивенс пронашао материјал за своје чланке који описују рат. Једног дана, људи су се попели на водоторањ да погледају јапански ваздушни напад на град; овде је Пембрук Стивенс убијен митраљеском салвом из јапанског авиона.
Данска компанија „Ф.Л. Смит” је у то време градила фабрику бетона у кинеској престоници Нанкингу и желела је да заштити своју инвестицију од јапанског дивљања, па су ангажовали Синдберга као чувара. Посао је био опасан, али веома добро плаћен. Синдберг је у Нанкинг стигао 2. децембра 1937. године, када је упознао јединог странца у фабрици, Немца Карла Гунтера. После само 11 дана, јапанске трупе су стигле и почела су зверства. Синдберг је обилазио Нанкинг и околину и документовао својом камером шта се догодило. Докази, избледеле црно-беле фотографије и његови коментари на њих, састављени су у албум, који је тренутно изложен у музеју у Тексасу.
Синдберг и Гунтер су избегли јапанско бомбардовање тако што су истакли данску заставу и немачку заставу свастике, две нације које су Јапанци поштовали и са којима нису били у рату. Кинески цивили су то убрзо схватили и пожурили у фабрику и оближњи храм Кисја. Синдберг и Гунтер су их примили, основали импровизовану болницу и ризиковали своје животе, док су више пута одлазили да покупе храну, лекове и залихе од Црвеног крста за избеглице. После шест недеља ситуација је за мештане почела да се побољшава, али напади и убиства нису престајали, већ су се само успоравали. У кругу фабрике избеглице су се бориле против болести, хладноће и глади. Синдберг је почео да буде под притиском, јер су јапански војници у граду покушавали да саботирају његове напоре. После скоро 3 месеца, Јапанцима је понестало стрпљења; Синдберг је отпуштен и послат у Шангај, где је отишао бродом за Европу.

## Након Кине
По доласку у Европу 1938. Синдберга је покупио његов отац у Италији. На путу кући кренули су путем до Женеве, где је Синдбергу захвалила и наградила кинеска делегација за свој труд. Синдберг је емигрирао у Сједињене Државе, и постао капетан америчке трговачке флоте. Њему је у писму председника Харија С. Трумана захвалио за напоре у морнарици током Другог светског рата, иако се у документу не наводи шта су то тачно били напори. Живео је у САД до краја живота. Оженио се Блер Синберг 4. маја 1941, али су се касније развели, а да нису имали деце. Синдберг је умро у Калифорнији 1983. године.
Троје Бернхардових рођака, Битен Андерсен, Маријан Арп Стенвиг и Оле Синдберг, били су у Кини неколико пута да би примили почасти у његово име након његове смрти; такође су се сусрели са преживелима којима су говорили о детаљима Бернхардових напора. Један од њих, Ванг Јонгли, остао је 100 дана у фабрици цемента као тинејџер. Он је рекао за новине „Чајна Дејли”:
„Без његове помоћи не бисмо имали никакве шансе да преживимо. Надамо се да ће доброта у људима попут Синдберга живети.”
На иницијативу Битена Андерсена, произвођач цвећа Роза Ескелунд назвала је једну од својих жутих ружа "Нанкинг заувек - ружа Синдберг". Предвиђено је да расте у креветима испред Меморијалне сале масакра у Нанкингу у знак сећања на Бернхарда Синдберга и кинеске избеглице које је спасао из масакра.